# Чарльз Гловер Баркла
Чарльз Гловер Баркла (англ. Charles Glover Barkla; 7 червня 1877, Віднес — 23 жовтня 1944, Единбург) — британський фізик, лауреат Нобелівської премії з фізики 1917 р. за досягнення у рентгенівській спектроскопії та пов'язаних питаннях рентгенівського випромінювання.

## Біографія
Чарльз Баркла почав вивчати фізику і математику в 1894 р. — невдовзі після відвідування Ліверпульського Інституту — в Університеті Ліверпуля, який був тоді частиною Вікторіанського Університету. Після отримання диплома з фізики в 1898 р. і закінчення аспірантури в 1898 р. він отримав дослідницьку стипендію в лабораторії Кавендіша Триніті Коледжу в Кембриджі. Однак вже через рік він перейшов в королівський коледж в Кембриджі, а в 1902 р. повернувся в Ліверпуль. В 1909 р. він зайняв місце професора фізики в Лондонскому Університеті і перейшов у 1913-му завідувати кафедрою натурфілософії в Единбурзькому університеті, якою керував до своєї смерті.
1907 року Баркла одружився з Мері Естер Ковелл. У нього було двоє синів та одна дочка.

## Досягнення
Уже в 1902-му Баркла займався рентгенівським випромінюванням. Він відкрив характеристичне рентгенівське випромінювання хімічних елементів і флуоресцентну складову розсіяного рентгенівського випромінювання. Також він виявив поляризацію рентгенівського випромінювання, що мало велике значення для усвідомлення рентгену як електромагнітного випромінювання. В 1917-му він отримав Нобелівську премію з фізики «за відкриття характеристичного рентгенівського випромінювання елементів». У тому ж році отримав медаль Х'юза від Лондонського королівського товариства. Іменем Баркли названо кратер на Місяці.